# خوسيه مافيو
خوسيه مافيو (بالإسبانية: José Mafio)‏ (مواليد 29 سبتمبر 1978) هو سبّاح أوروغواياني، مثّل بلاده في الألعاب الأولمبية الصيفية 2004.

## روابط خارجية
خوسيه مافيو على موقع أوليمبيديا (الإنجليزية)